# Stemonoporus lanceolatus
Stemonoporus lanceolatus är en tvåhjärtbladig växtart som beskrevs av Thw.. Stemonoporus lanceolatus ingår i släktet Stemonoporus och familjen Dipterocarpaceae. Inga underarter finns listade i Catalogue of Life.